# Alfred Ely

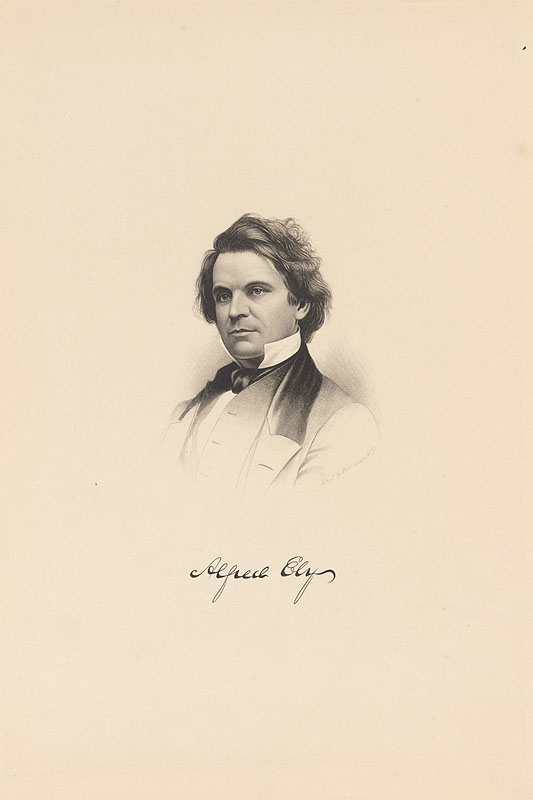
Alfred Ely

Alfred Ely (* 15. Februar 1815 in Lyme, Connecticut; † 18. Mai 1892 in Rochester, New York) war ein US-amerikanischer Politiker. Zwischen 1859 und 1863 vertrat er den Bundesstaat New York im US-Repräsentantenhaus.

## Werdegang
Alfred Ely besuchte die öffentlichen Schulen seiner Heimat und die Bacon Academy in Colchester. Im Jahr 1835 zog er nach Rochester im Staat New York. Nach einem Jurastudium und seiner 1841 erfolgten Zulassung als Rechtsanwalt begann er dort in diesem Beruf zu arbeiten. In den 1850er Jahren schloss er sich der damals gegründeten Republikanischen Partei an.
Bei den Kongresswahlen des Jahres 1858 wurde Ely im 29. Wahlbezirk von New York in das US-Repräsentantenhaus in Washington, D.C. gewählt, wo er am 4. März 1859 die Nachfolge von Samuel G. Andrews antrat. Nach einer Wiederwahl konnte er bis zum 3. März 1863 zwei Legislaturperioden im Kongress absolvieren. Diese waren bis 1861 von den Ereignissen unmittelbar vor dem Bürgerkrieg und ab 1861 vom Krieg selbst geprägt. Ab 1861 war Ely Vorsitzender des Committee on Invalid Pensions. Im Juli 1861 beobachtete er die Erste Schlacht am Bull Run. Dabei wurde er von Soldaten der Konföderation gefangen genommen. Er verbrachte sechs Monate im berüchtigten Libby-Gefängnis in Richmond, ehe er im Dezember 1861 bei einem Gefangenenaustausch freigelassen wurde.
Nach dem Ende seiner Zeit im US-Repräsentantenhaus praktizierte Alfred Ely wieder als Anwalt. Er starb am 18. Mai 1892 in Rochester.